# Wallfahrtskirche Bildstein

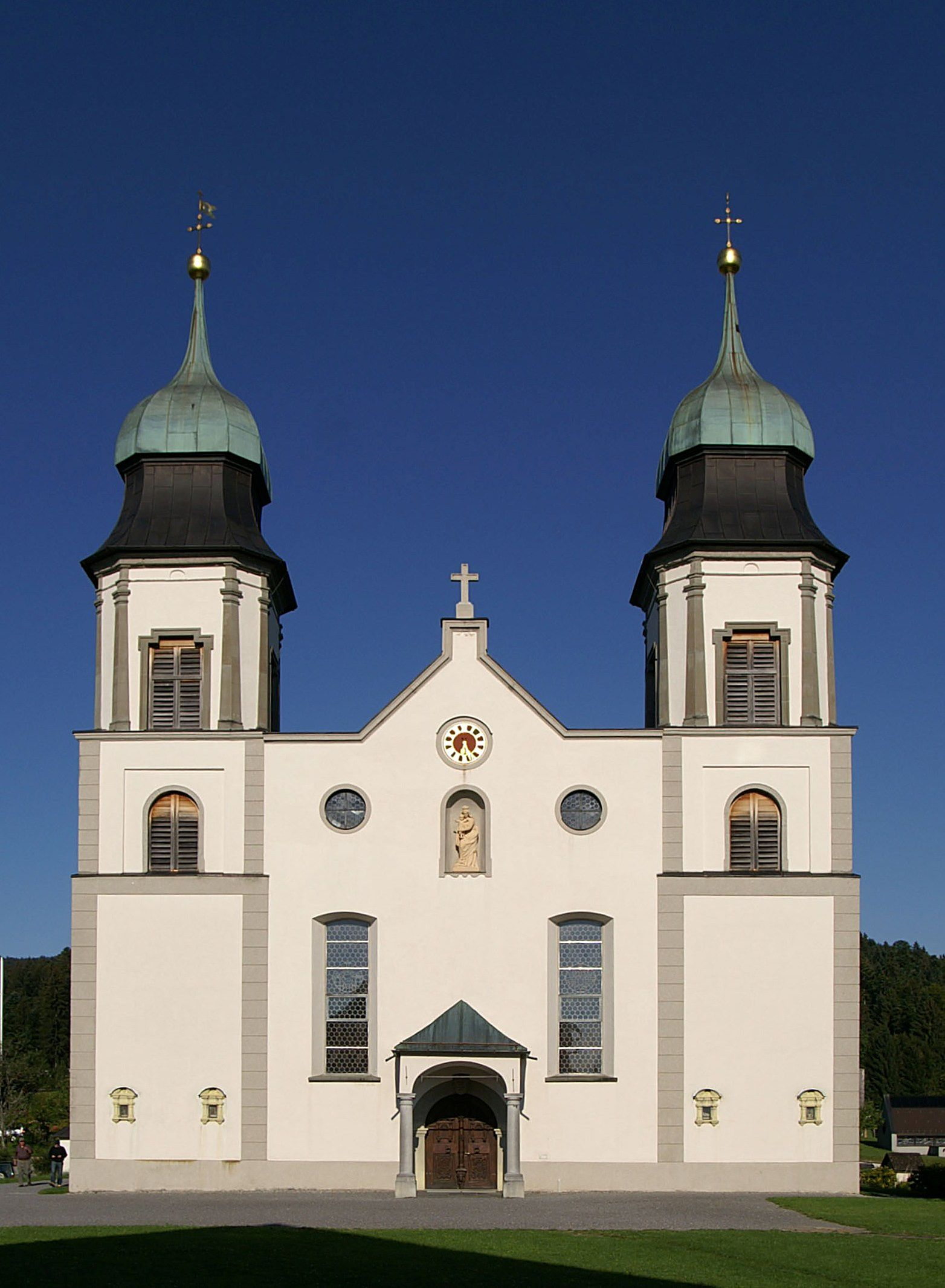
Kath. Wallfahrtskirche Mariä Heimsuchung, Bildstein

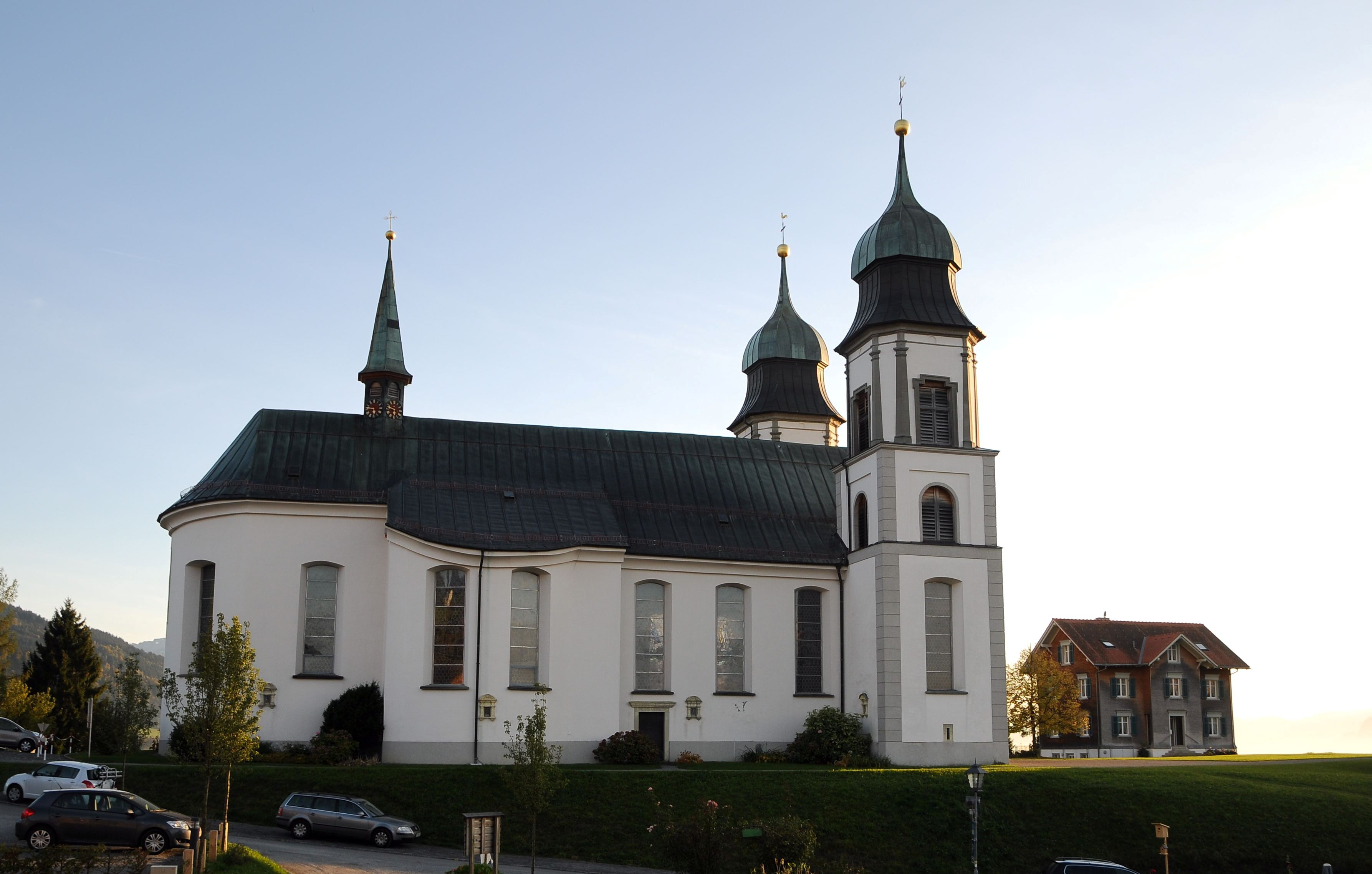
Seitenansicht der Kirche von Norden gesehen

Die römisch-katholische Pfarr- und Wallfahrtskirche Bildstein steht im Ortszentrum der Gemeinde Bildstein hoch über dem Rheintal im Bezirk Bregenz in Vorarlberg. Sie ist dem Fest Mariä Heimsuchung geweiht und gehört zum Dekanat Bregenz in der Diözese Feldkirch. Das Bauwerk steht unter Denkmalschutz. Die Kirche wurde im Jahre 2018 zur Basilica minor erhoben.

## Lage
Die Kirche steht im Ortszentrum der Gemeinde Bildstein auf 656 m ü. A. auf einem freien Platz, der durch zwei Pfründhäuser flankiert wird. Durch die Lage etwa 250 m über dem Rheintal ist die westseitige Doppelturmfassade weithin sichtbar, südseitig der Straße schließt der Ortsfriedhof an.

## Geschichte
Von 1512 bis 1792 war Bildstein der Pfarre Wolfurt inkorporiert. In der zweiten Hälfte des 16. Jahrhunderts wird eine einfache Holzkapelle anstelle der heutigen Kirche urkundlich erwähnt. Sie wurde vom Bauer Gallus Höfle in Erfüllung eines Gelübdes 1628/29 errichtet. 1657 erhielt sie bereits die Lizenz zum Lesen von Messen.
Dies ist eine vom Bregenzer Baumeister Michael Kuen konzipierte frühbarocke Wallfahrtskirche („Zu Unserer Lieben Frau Maria Heimsuchung“), die von 1662 bis 1676 erbaut wurde. Der Bau wurde gefördert durch verschiedene Stiftungen, u. a. durch den Generalfeldmarschall Graf Maximilian Lorenz von Starhemberg. Er war am 7. September 1689 beim Kampf um Mainz tödlich verwundet worden und erlag am 17. September 1689 seinen Verletzungen, worauf er in einer Gruft unter der Kirche am 11. Oktober 1689 beigesetzt wurde.
1692 wurde die Doppelturmfassade im Westen gebaut und 1838 die beiden Türme mit geschwungenen Hauben von Zimmermeister Anton Böhler ausgestattet. Der Bau kann als der bedeutendste Vorarlberger Barockbau angesehen werden. 1792 wurde Bildstein zur eigenständigen Pfarre erhoben.
Innenrenovierungen erfolgten in den Jahren 1877 bis 1879 und 1973/74 im Rahmen einer Gesamtrestaurierung der Kirche.
Papst Franziskus hat der Wallfahrtskirche Maria Bildstein im Juni 2018 den Ehrentitel einer Basilika zuerkannt. Die Erhebung fand am 7. Oktober 2018 im Rahmen eines Festgottesdiensts mit Diözesanbischof Benno Elbs statt.

## Kirchenbau
Kirchenäußeres
Die Kirche ist ein barocker Bau mit Doppelturmfassade gegen Westen. Das Langhaus, das Querschiff und der eingezogene Chor mit Rundabschluss liegen unter einem gemeinsamen Satteldach über einer umlaufenden Hohlkehle. Über dem Chor ist ein Glockendachreiter. Südseitig schließt an den Chor ein zweigeschoßiger Sakristeianbau an. Die flache Hauptfassade wird durch die dreigeschoßigen Türme, die gemeinsam eine Doppelturmfassade bilden, betont. Die mächtigen Untergeschoße der Türme werden durch Eckquader gegliedert. Das verjüngte Obergeschoß weist Rundbogenöffnungen auf. Darüber sind die achteckigen Glockengeschoße. Deren Fassade ist durch Pilaster und Rechteckschallfenster gegliedert. Beide Türme werden von geschwungenen Hauben bekrönt.
Die Mittelfassade weist zwei je zwei Flachbogen- und zwei Kreisbogenfenster auf. Darüber wird die Fassade in einem rechteckig schließenden Frontispiz abgeschlossen. In der Rundbogennische über dem Hauptportal steht eine Marienstatue mit Kind von Alois Reich aus dem Jahr 1905. Das Vorzeichen ist nach außen hin durch eine Flachbogenarkade mit zwei Säulen geöffnet und wird von einem Walmdach gedeckt.
An den Längsseiten werden die Langschiffwände durch Flachbogenfenster durchbrochen. Außen befinden sich an den Längsseiten Kreuzwegnischen mit profilierten gesprengten Giebelaufsätzen. Die Südwand ist durch ein Portal gegliedert. In den Kreuzwegnischen sind auf Holz gemalte Kreuzwegstationen mit Restaurierungsinschriften von 1797. Im Scheitel der Apsis ist ein Wandbild der Gnadenmutter, das 1960 von Franz Lins restauriert wurde. Das Rundbogenportal auf der Westseite ist steingerahmt. Die Portaltüren aus Holz sind geschnitzt mit Rankenwerk, Masken und Fratzen. Diese wurden um 1676 geschaffen.
Kircheninneres

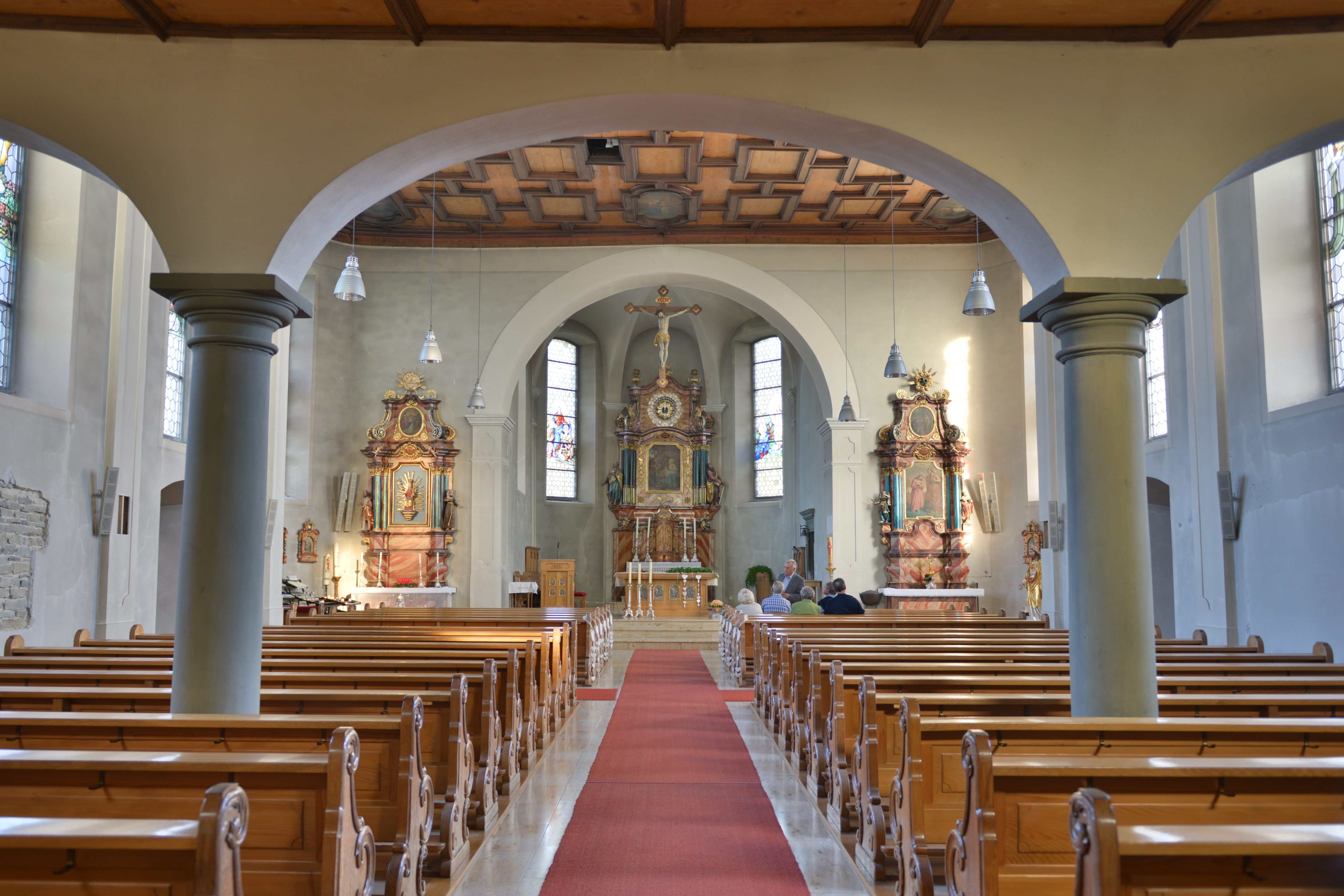
Innenansicht

Das Langhaus ist ein breiter Saalraum mit konchenartigen Ausweitungen unmittelbar vor dem eingezogenen Triumphbogen, der das Langhaus vom Chor trennt. Der eingezogene Chor weist einen 5/8-Schluss auf und ist stichkappengewölbt. Die Stichkappen ruhen auf Wandpilastern. Das steinbogengerahmte Portal an der rechten Seite führt in die Sakristei. Sowohl im Chor, als auch im Langhaus sind Flachbogenfenster. Das Langhaus ist genauso wie der Chor durch Wandpilaster gegliedert. Über dem Langhaus ist eine barocke flache Holzfelderdecke. In den einzelnen Feldern finden sich verschiedene Leinwandbilder von Franz und Jakob Bertle aus den Jahren 1877 bis 1879. Sie wurden 1974 durch Scheel restauriert.
Die Bilder zeigen die „Sieben Freuden Mariens“: Mariä Verkündigung, Mariä Heimsuchung, Geburt Jesu, Anbetung der Könige, Mariä Aufnahme in den Himmel und Krönung Mariens. In der Mitte ist „Maria als Hilfe der Christen“ dargestellt. Auf der Westseite des Langhauses ist eine dreiachsige Empore über einer Flachbogenarkade, die auf zwei Säulen ruht. An der Holzbrüstung der Empore sind zehn Apostelbilder von den Gebrüdern Bertle aus den Jahren 1877 bis 1879.
Die Glasgemälde an den Fenstern entstanden 1941 nach einem Entwurf von Gottlieb Schuller und wurden durch die Tiroler Glasmalereianstalt in Innsbruck hergestellt.
Im Chor sind „Salve Regina“, die „Geburt Christi“ sowie „Christus Salvator“ dargestellt. Im Langhaus sind auf der linken Seite die „heilige Theresia vom Kinde Jesu“, „Bernadette Soubirous“ und „Pater Jakob Rem“ dargestellt. Auf der rechten Seite sind der „heilige Hermann Josef“, der „heilige Dominikus“ sowie der „heilige Bernhard von Clairvaux“ dargestellt. In den Konchen ist auf der linken Seite die Szene „Maria bestimmt den Platz und Bau der Kirche sowie Vorarlberger Wallfahrer“ und auf der rechten Seite die Szene „Marienbild auf dem Stein und Erscheinung auf dem Mühlweg“ dargestellt. Im Emporenraum sind der „Turm Davids“, „Sitz der Weisheit“, „Arche des Bundes“ und „Morgenstern“ dargestellt.

## Ausstattung

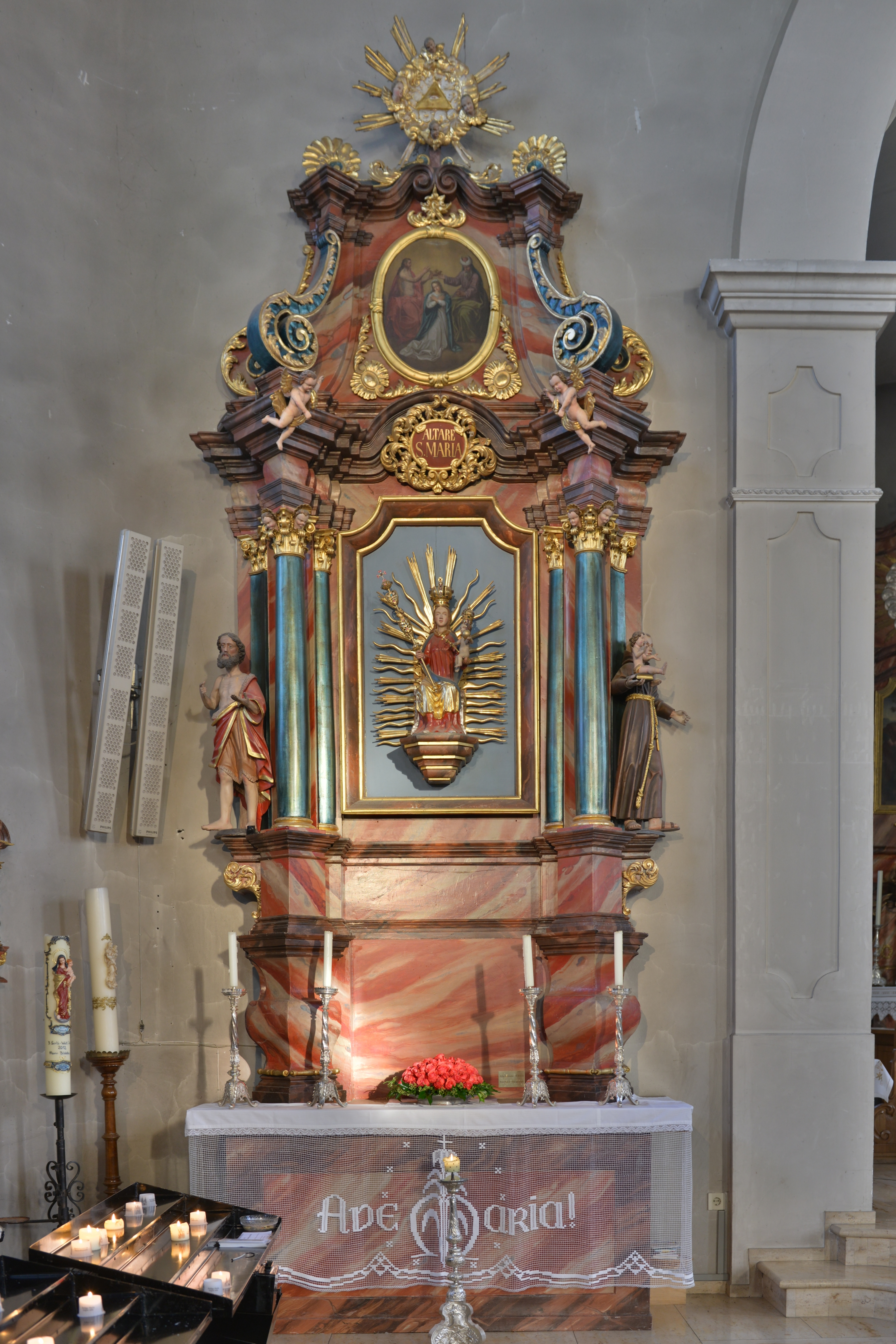
Linker Seitenaltar mit Gnadenbild

Die Altäre stammen aus der aufgelassenen Alten Pfarrkirche Vandans im Montafon. Der Hochaltar ist ein Sechs-Säulen-Aufbau mit geschwungenem Gebälk und flachem Volutenaufsatz. Das Gemälde von Jakob Bertle aus dem Jahr 1895 zeigt die „Anbetung der Hirten“. Das Bild wird von Figuren der heiligen Petrus und Paulus flankiert. Die Statuen von 1830 werden Franz Xaver Renn zugeschrieben. Seitlich des Tabernakels sind kniende Engel von Josef Klemens Witwer von 1790 aufgestellt.
Der linke Seitenaltar ist, genauso wie der Hochaltar, ein Sechssäulenaufbau. Anstelle eines Gemäldes ist eine Marienstatue mit Kind. Dabei handelt es sich um das bekleidete Gnadenbild von 1390. Das Oberbild zeigt die „Krönung Mariens“. Links des Gnadenbildes ist eine Seitenfigur des heiligen Johannes des Täufers und auf der rechten Seite eine Figur des heiligen Antonius.
Der rechte Seitenaltar hat den gleichen Aufbau wie der linke Seitenaltar. Das Gemälde zeigt die „Taufe Jesu“ und stammt von Franz Bertle aus dem Jahr 1869. Es wird von Figuren des Erzengels Michael und des heiligen Petrus flankiert. Das Oberbild stellt die „Marterung des heiligen Sebastian“ dar.
Volksaltar und Ambo enthalten Elemente eines früher an hohen Festtagen ausgestellten Silberaltars aus der Hand von Goldschmied Georg Zwickling aus dem Jahr 1702. Am Volksaltar sind die Szenen „Heimsuchung“, „Geburt Christi“, „Flucht nach Ägypten“, „Jesus in der Werkstatt Josefs“ und „Tod des heiligen Josef“ dargestellt. Am Ambo findet man die Darstellungen: „Maria lactans“, „heiliger Josef mit Jesus in der Werkstatt“, die Heiligen „Gallus und Gebhard“ sowie die heilige Ursula und die heilige Barbara. Vor dem Hochaltar ist die Begräbnisstätte von Graf Starhemberg. Seit 1974 ist sie durch eine Glasplatte einschaubar.
Die Kirchenbänke mit Docken stammen von Knünz in Muntlix. Die Kreuzwegstationen in den  beiden Konchen wurden in Form von kleinen Barockaltärchen 1947 von Franz Xaver Baldauf gebaut. Die Pietà entstand um 1700. Im linken Eingangsbereich hängen Votivbilder aus den Jahren 1705, 1721 und 1660. Rechts vom Eingang ist ein Porträt von Michael Kuen, dem Baumeister der Kirche. Am Aufgang zur Empore ist ein Gnadenbild, eine Votivgabe mit Inschrift von 1712.

## Orgel
Die Orgel wurde 1974 von der Firma Rieger Orgelbau aus Schwarzach gebaut.

## Glocken
In den beiden Zwiebeltürmen hängt ein 5-stimmiges Sonderbronzegeläut, das 1949 von Oberascher gegossen wurde. Es hat die Tonfolge: b° des' f' as' b'. Die große Glocke läutet im linken Turm, die anderen im rechten.